# Адам (мост)
Адам (ивр. גשר אדם‎, араб. جسر دامية‎), также Мост принца Мухаммеда или Дамия, — мост над рекой Иордан, соединяющий Иорданию и Западный берег реки Иордан. После 1991 года мост использовался лишь для перевозки товаров между Иорданией, Израилем и Палестиной, пока не был закрыт между 2002 и 2005 годами во время Интифады Аль-Аксы в целях безопасности. С 2014 года израильская сторона является частью закрытой военной зоны.

## История
Ранее мост использовался для перехода между западным и восточным берегами Иордана, поскольку с западного берега можно было прийти к долине реки Тирца и городу Фирца, а с восточного — к реке Эз-Зарка.
На месте современного моста раньше был каменный мост мамлюкского султана Бейбарса I, построенный в XIII веке. Мост был взорван еврейской военной подпольной организацией «Хагана» во время операции, известной как «Ночь мостов», в июне 1946 года. И британский, и иорданский мосты, построенные в 1950-х, были разрушены армией Израиля во время Шестидневной войны в 1967 году.
После войны, в августе 1967 года, министр обороны Моше Даян разрешил перевозить по восстановленному мосту товары для обмена между Иорданией и Западным берегом реки Иордан дабы устранить недовольства палестинцев, а также для предотвращения коллапса экономики Палестины, поскольку израильские рынки ещё не были открыты для палестинских товаров. Такое явление позже было названо «политикой открытых мостов».
В январе 1968 года Иордания установила сборный металлический мост, чтобы облегчить обмен товарами между Иорданией и Палестиной. По мосту могли передвигаться также и люди. Мост был повреждён иорданской артиллерией в 1968 году во время сражения при Караме, в период Войны на истощение. В 1969 году Иордания взорвала остатки этого моста и мост позднее был снова восстановлен.
Во время событий Чёрного сентября в 1970 году, мост снова был закрыт на период сражений между палестинской и иорданской армий. Иордания отремонтировала мост в начале 1975 года, после того как мост был затоплен паводками реки Иордан. В 1976 году в конструкцию моста были внесены некоторые поправки.
Иорданский металлический мост всё ещё стоит на своём месте, однако уже не используется. В 2014 году палестинские власти вели переговоры с Иорданией о возможности возобновления движения по мосту.